# عزلة بني فلاح (ذمار)

تعديل مصدري - تعديل

عزلة بني فلاح هي إحدى عزل مديرية الحداء في محافظة ذمار اليمنية ويبلغ تعداد سكانها 1630 نسمة حسب التعداد السكاني في اليمن لعام 2004.